# تيد بست
تيد بست (بالإنجليزية: Ted Best) هو عداء سريع أسترالي، ولد في 1916، وتوفي في 1992.